# Riesengebirgslied
Das Riesengebirgslied, auch Riesengebirglers Heimatlied („Blaue Berge, grüne Täler“) wurde von Othmar Fiebiger (1886–1972; Text) und Vinzenz Hampel (1880–1955; Melodie) geschrieben.
Othmar Fiebiger dichtete die erste Strophe der Dialektfassung des Textes 1911 während eines Aufenthaltes auf der Peterbaude im Riesengebirge. Bis 1914 erweiterte Fiebiger den Text auf eine vierstrophige Fassung, die in der Festschrift des Trautenauer Gesangvereins „Harmonie“ erstmals in gedruckter Form erschien. Vinzenz Hampel schuf die Vertonung, die erstmals im März 1915 aufgeführt wurde. Nach seiner Veröffentlichung auf Liedpostkarten verbreitete es sich als volkstümliche Weise sehr schnell in ganz Schlesien. Aufgrund des Erfolgs schuf Fiebiger eine hochdeutsche Textfassung, die 1920 in das Liederbuch des Deutschen Sängerbunds aufgenommen wurde.
Während seiner Geschichte wurde mehrmals die öffentliche Aufführung, teilweise sogar der Druck und die Veröffentlichung verboten. In der Tschechoslowakei nahm man seit 1920 Anstoß an dem Ausdruck „deutsches Gebirge“ im Refrain, doch auch im Nationalsozialismus wurde das Rübezahlbild des Hohenelber Malers Fritz Hartmann kritisiert, das alle Ausgaben schmückte; es entspreche nicht dem Bilde des Berggeistes, das im Volke lebe.
Das Lied war im Laufe der Jahre, bis zu seiner heutigen endgültigen Fassung, einigen Änderungen unterworfen. Bis 1945 betraf das vor allem den Refrain, der sich von „Riesengebirge, Riesengebirge“ über „Riesengebirge, Märchengebirge“ hin zu „Riesengebirge, deutsches Gebirge“ änderte. In der endgültigen Fassung wurde es ca. 1920 in diversen Heimatblättern abgedruckt.
Nach 1945 wurden durch die aus ihrer Heimat Schlesien Vertriebenen zwei zusätzliche Strophen angefügt. In dem erfolgreichen Heimatfilm Grün ist die Heide sang Kurt Reimann 1951 das Riesengebirgslied.